# Nova Aurora (Paraná)
Nova Aurora ist ein brasilianisches Munizip im Westen des Bundesstaats Paraná. Es hat 11.813 Einwohner (2022), die sich Nova-Aurorenser nennen. Seine Fläche beträgt 474 km². Es liegt 526 Meter über dem Meeresspiegel.

## Etymologie
Der Name des Ortes bedeutet auf Deutsch Neue Morgenröte. Er geht auf einen Ausspruch des Priesters Luiz Bernardes aus der Gemeinde Corbélia zurück, der Anfang der fünfziger Jahre mit der aufstrebenden Bevölkerung von Nova Aurora einmal eine Messe im Freien unter einem schattenspendenden Baum abhielt. Bei dieser Gelegenheit verkündete der Ordensmann die Hoffnung auf ein neues Leben für diese Gemeinschaft, auf eine "neue Morgenröte", die die Sehnsüchte der Pioniere erfüllen würde.

## Geschichte

### Besiedlung
Die Siedlungsentwicklung der Region begann mit der von Getúlio Vargas ausgerufenen Kampagne Marcha para o Oeste (Marsch in den Westen). Die ersten Siedler ließen sich in den 1940er Jahren an einem Ort nieder, der als Encruzilhada Tapejara bekannt ist. Einige Jahre später wurde deutlich, dass die Kaffeekultur einen Verbündeten hatte, nämlich die Fruchtbarkeit des Bodens, und einen Todfeind, nämlich die häufigen Fröste. Dieser Faktor führte dazu, dass die großen Kaffeeplantagen durch andere Kulturen ersetzt wurden, die für die Landwirte einen gleichwertigen oder größeren finanziellen Ertrag abwarfen.

### Erhebung zum Munizip
Nova Aurora wurde durch das Staatsgesetz Nr. 5643 vom 26. September 1961 aus Cascavel und Formosa do Oeste ausgegliedert und in den Rang eines Munizips erhoben. Es wurde am 11. Dezember 1968 als Munizip installiert.

## Geografie

### Fläche und Lage
Nova Aurora liegt auf dem Terceiro Planalto Paranaense (der Dritten oder Guarapuava-Hochebene von Paraná). Seine Fläche beträgt 474 km². Es liegt auf einer Höhe von 526 Metern.

### Vegetation
Das Biom von Nova Aurora ist Mata Atlântica.

### Klima
Das Klima ist gemäßigt warm. Es werden hohe Niederschlagsmengen verzeichnet (1890 mm pro Jahr). Im Jahresdurchschnitt liegt die Temperatur bei 21,4 °C. Die Klimaklassifikation nach Köppen und Geiger lautet Cfa.

### Gewässer
Nova Aurora liegt im Einzugsgebiet des Rio Piquiri. Dieser fließt entlang der östlichen und der nördlichen Grenze des Munizips. Die westliche Grenze orientiert sich abschnittsweise am Rio Boi Piguá (der in seinem weiteren Verlauf Rio Verde genannt wird), dem Rio dos Padres und dem Ribeirão Hong Kong.

### Straßen
Nova Aurora ist über die PR-239 mit der BR-369 zwischen Cascavel und Maringá und mit Assis Chateaubriand im Westen verbunden. Über die PR-180 kommt man im Norden nach Goioerê und über die PR-575 im Westen nach Toledo.

### Nachbarmunizipien
| Iracema do Oeste und Jesuítas   | Formosa do Oeste                            | Quarto Centenário |
| Assis Chateaubriand und Tupãssi | Kompassrose, die auf Nachbargemeinden zeigt | Ubiratã           |
| Cafelândia                      | Corbélia                                    |                   |

## Stadtverwaltung
Bürgermeister: José Aparecido de Paula e Souza, PL (2021–2024)
Vizebürgermeisterin: Lucineia de Oliveira Adevente Ferreira da Silva, PL (2021–2024)

## Demografie

### Bevölkerungsentwicklung
| Jahr | Einwohner | Stadt | Land |
| ---- | --------- | ----- | ---- |
| 1970 | 30.588    | 9 %   | 91 % |
| 1980 | 18.391    | 34 %  | 66 % |
| 1991 | 15.494    | 54 %  | 46 % |
| 2000 | 13.641    | 66 %  | 34 % |
| 2010 | 11.866    | 76 %  | 24 % |
| 2022 | 11.813    |       |      |

Quelle: IBGE, bis 2010: Volkszählungen und für 2021: Schätzung

### Ethnische Zusammensetzung
| Gruppe * | 1991    | 2000    | 2010    | wer sich als …                                                                   |
| --- | ------- | ------- | ------- | -------------------------------------------------------------------------------- |
| Weiße | 70,4 %  | 71,2 %  | 67,3 %  | weiß bezeichnet                                                                  |
| Schwarze | 3,9 %   | 1,9 %   | 2,7 %   | schwarz bezeichnet                                                               |
| Gelbe | 0,5 %   | 1,0 %   | 1,8 %   | von fernöstlicher Herkunft wie japanisch, chinesisch, koreanisch etc. bezeichnet |
| Braune | 25,2 %  | 25,2 %  | 28,1 %  | braun oder als Mischung aus mehreren Gruppen bezeichnet                          |
| Indigene | 0,0 %   | 0,0 %   | 0,1 %   | Ureinwohner oder Indio bezeichnet                                                |
| ohne Angabe | 0,0 %   | 0,6 %   | 0,0 %   |                                                                                  |
| Gesamt | 100,0 % | 100,0 % | 100,0 % |                                                                                  |
| *) Das IBGE verwendet für Volkszählungen ausschließlich diese fünf Gruppen. Es verzichtet bewusst auf Erläuterungen. Die Zugehörigkeit wird vom Einwohner selbst festgelegt. |         |         |         |                                                                                  |

Quelle: IBGE (2011) und Volkszählung 2022

## Wirtschaft

### Kennzahlen
Mit einem Bruttoinlandsprodukt pro Einwohner von 53.014,47 R$ (rund 11.800 €) lag Nova Aurora 2019 an 26. Stelle der 399 Munizipien Paranás.
Sein hoher Index der menschlichen Entwicklung von 0,733 (2010) setzte es auf den 73. Platz der paranaischen Munizipien.